# Aubussontapijt

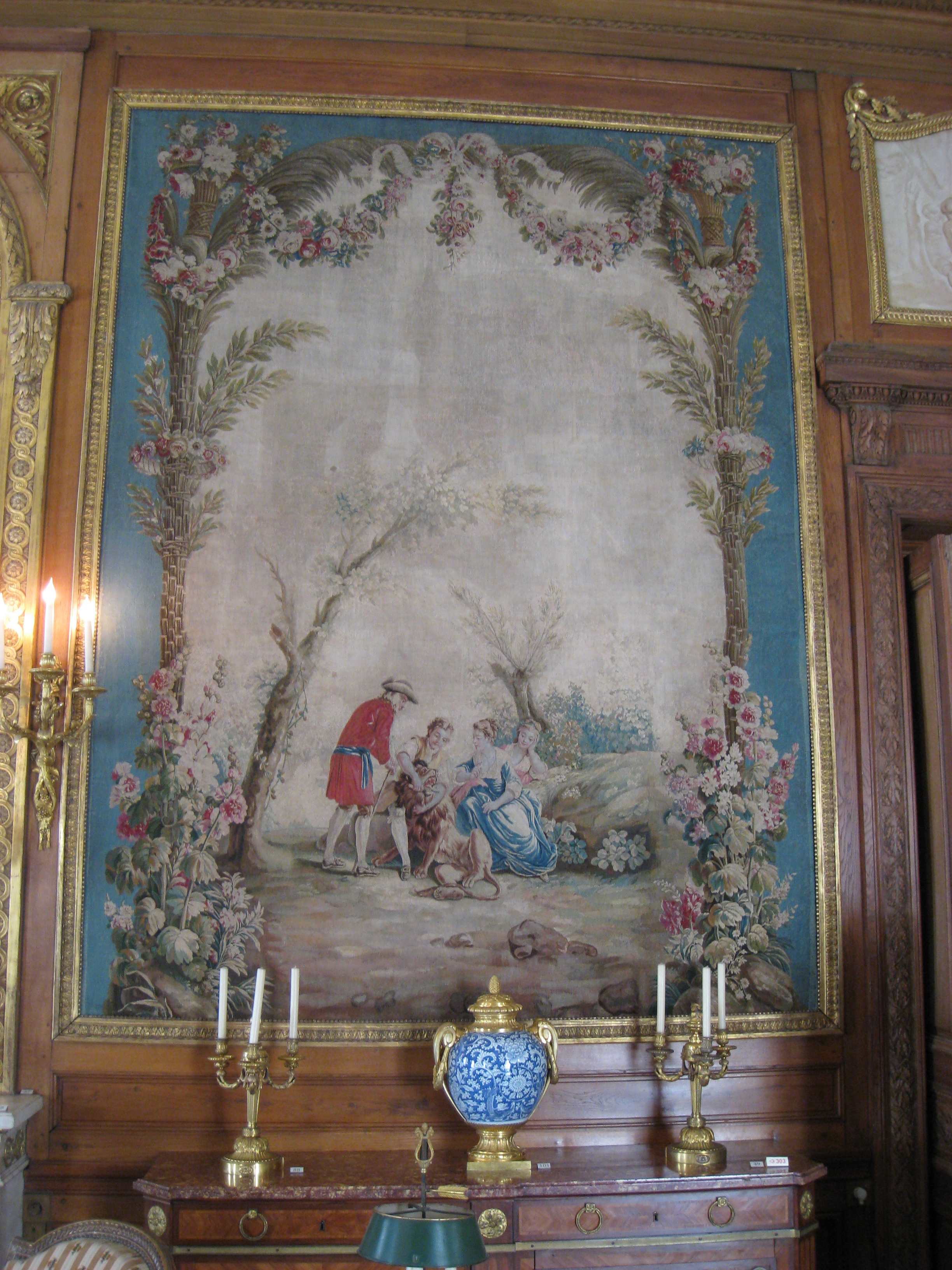
Aubusson tapijt; Jean-Baptiste Oudry - Fables de La Fontaine (circa 1775-1780), museum Nissim de Camondo, Parijs

Aubussontapijt is een soort tapijt uit Aubusson (en Felletin) in Frankrijk.
Kennis en techniek zijn waarschijnlijk in de 14e eeuw afkomstig uit Vlaanderen. In de 16e en 17e eeuw bereikte de wandtapijtfabricatie zijn hoogtepunt. Jean-Baptiste Colbert verleende in 1665 de titel van Manufacture Royal aan de tapijtateliers van Aubusson.
Dit vakmanschap produceert voornamelijk grote decoratieve wandtapijten, maar ook vloerkleden en bekleding van meubels. De tapijten kunnen worden gebaseerd op een afbeelding uit een artistieke stijl, voorbereid door een ontwerper.
Het weven gebeurt door een lissier, er wordt handgekleurd garen gebruikt. Het proces duurt lang en is erg kostbaar. 
De Aubussontapijten zijn een standaard in de gehele wereld en Aubusson is hierdoor in verschillende talen opgenomen. De productie van tapijten geeft genoeg werk voor drie kleine zaken en tien freelance wevers. De Aubussontapijten bevorderen het toerisme naar dit gebied. 
Sinds 2009 staat het Aubussontapijt vermeld op de Lijst van Meesterwerken van het Orale en Immateriële Erfgoed van de Mensheid van UNESCO.

## Afbeeldingen

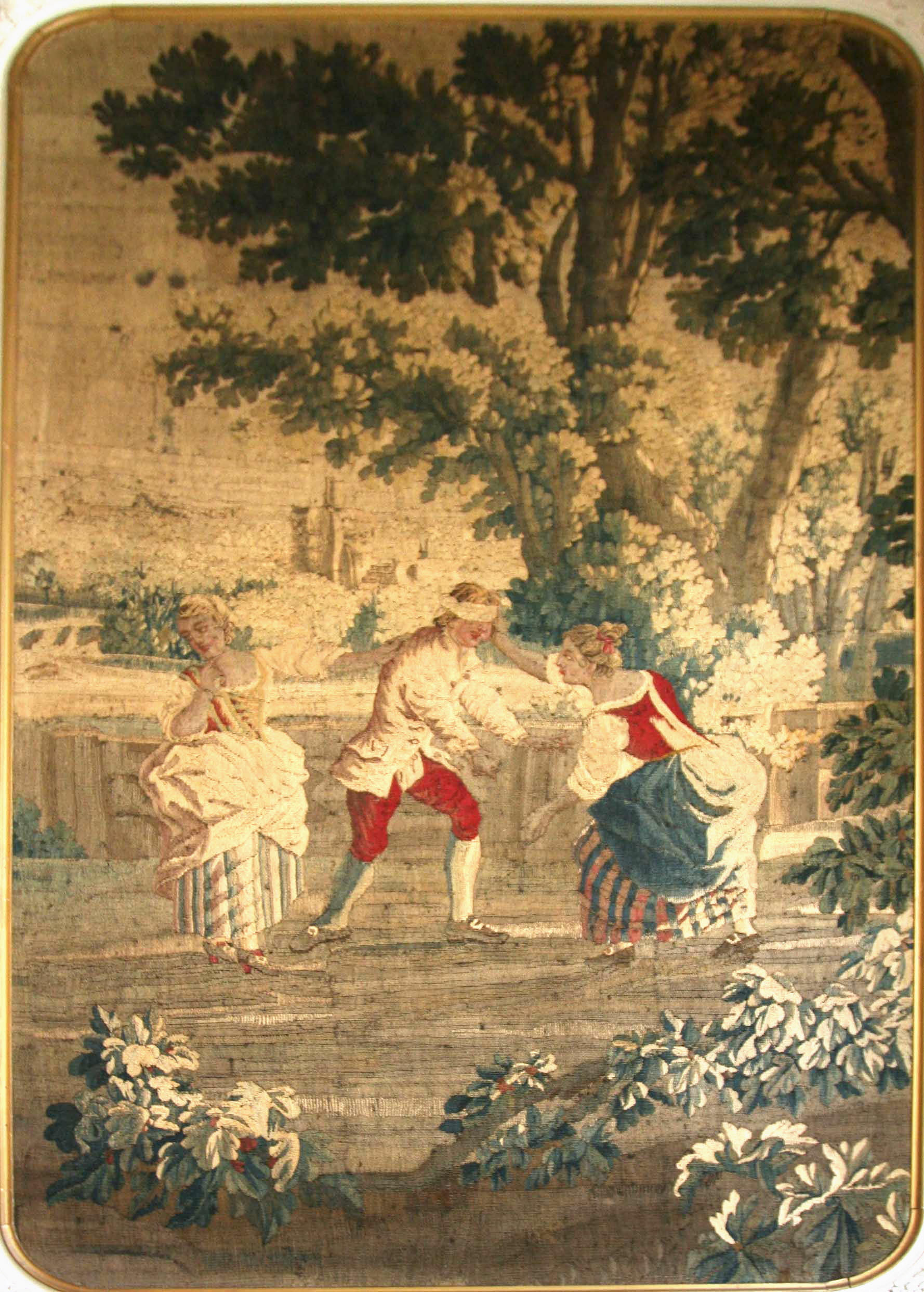
Aubussontapijt in Musée Grobet-Labadié, Marseille
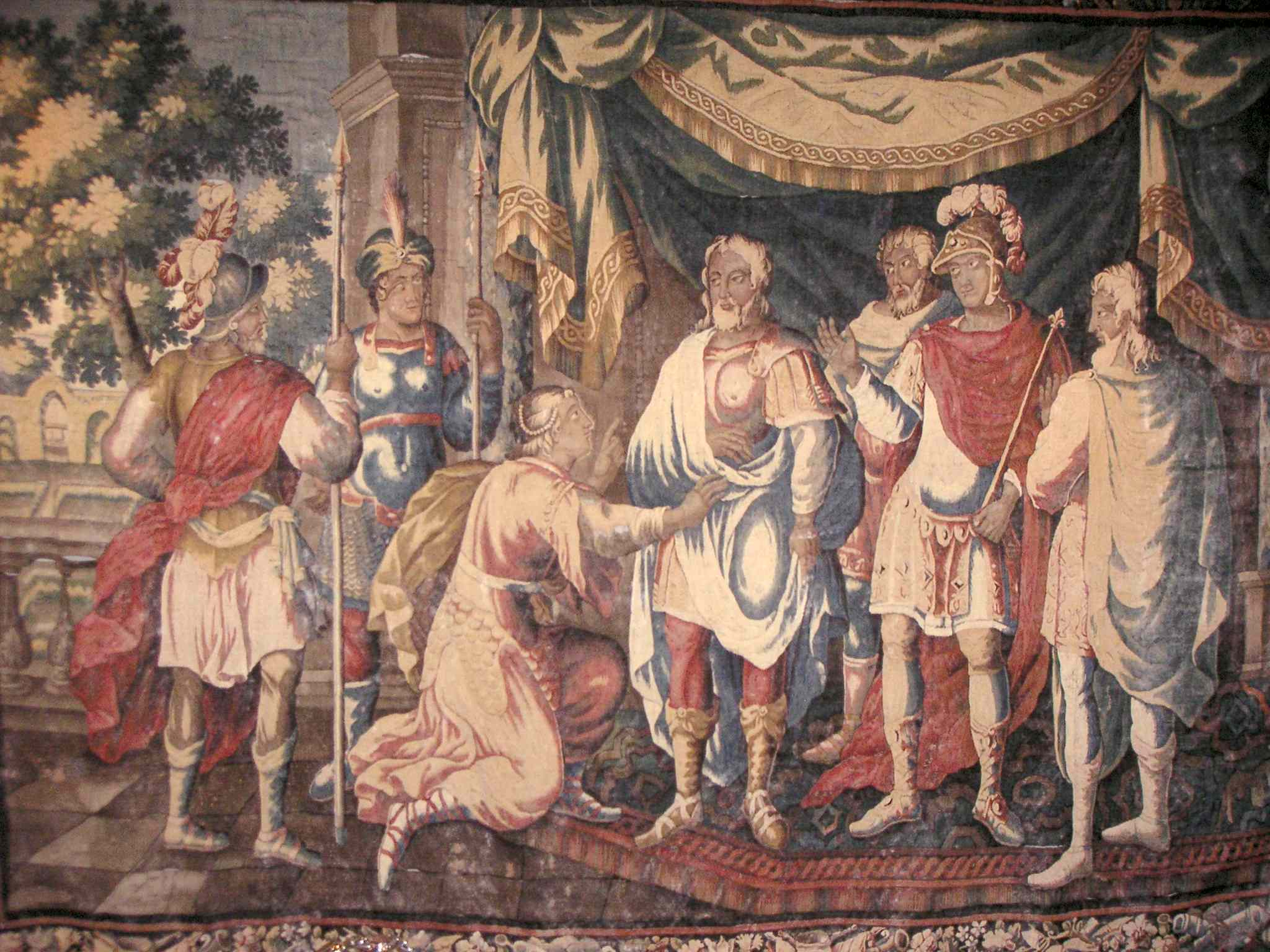
Aubussontapijt met Jeanne d'Arc in het kasteel van Chinon
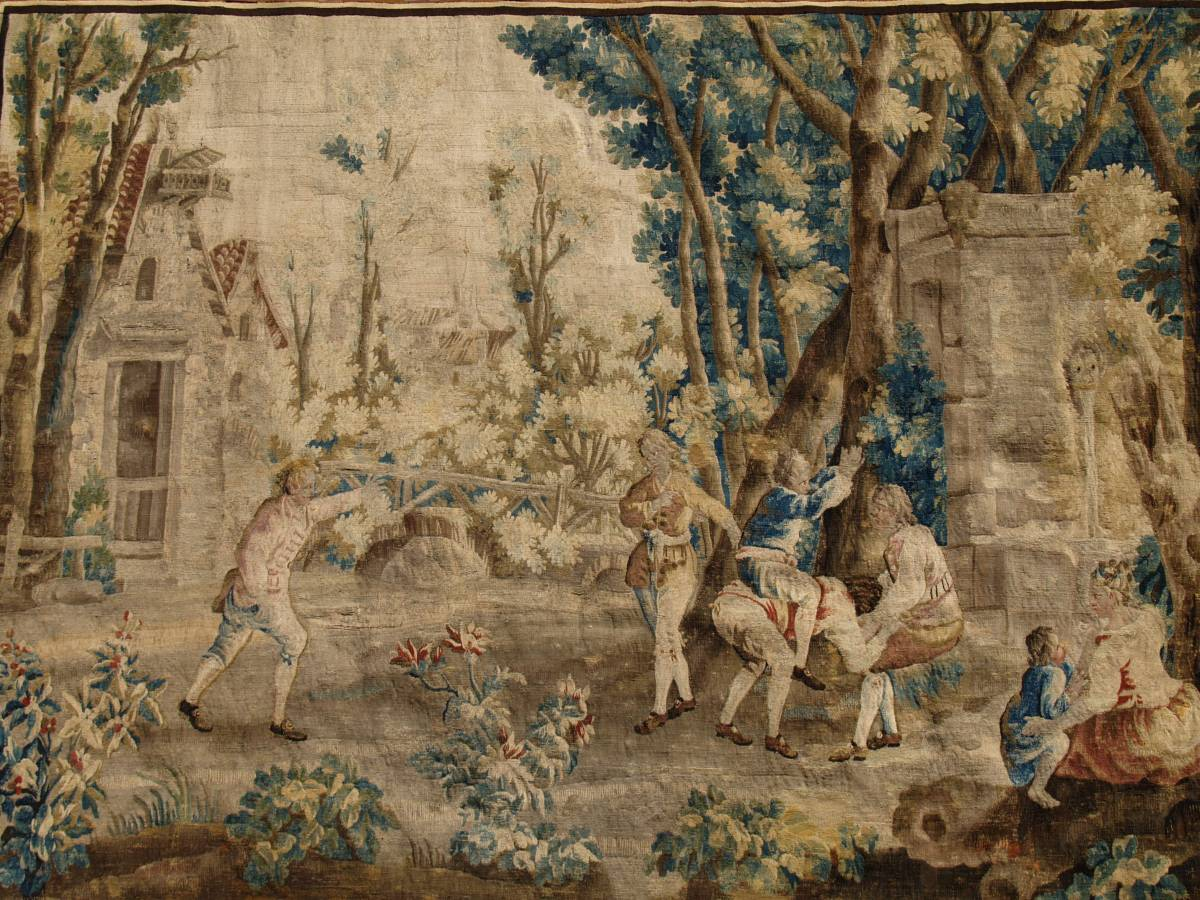
Les Amusements Champêtres: Le cheval fondu, Manufacture de Beauvais, Jean-Baptiste Oudry
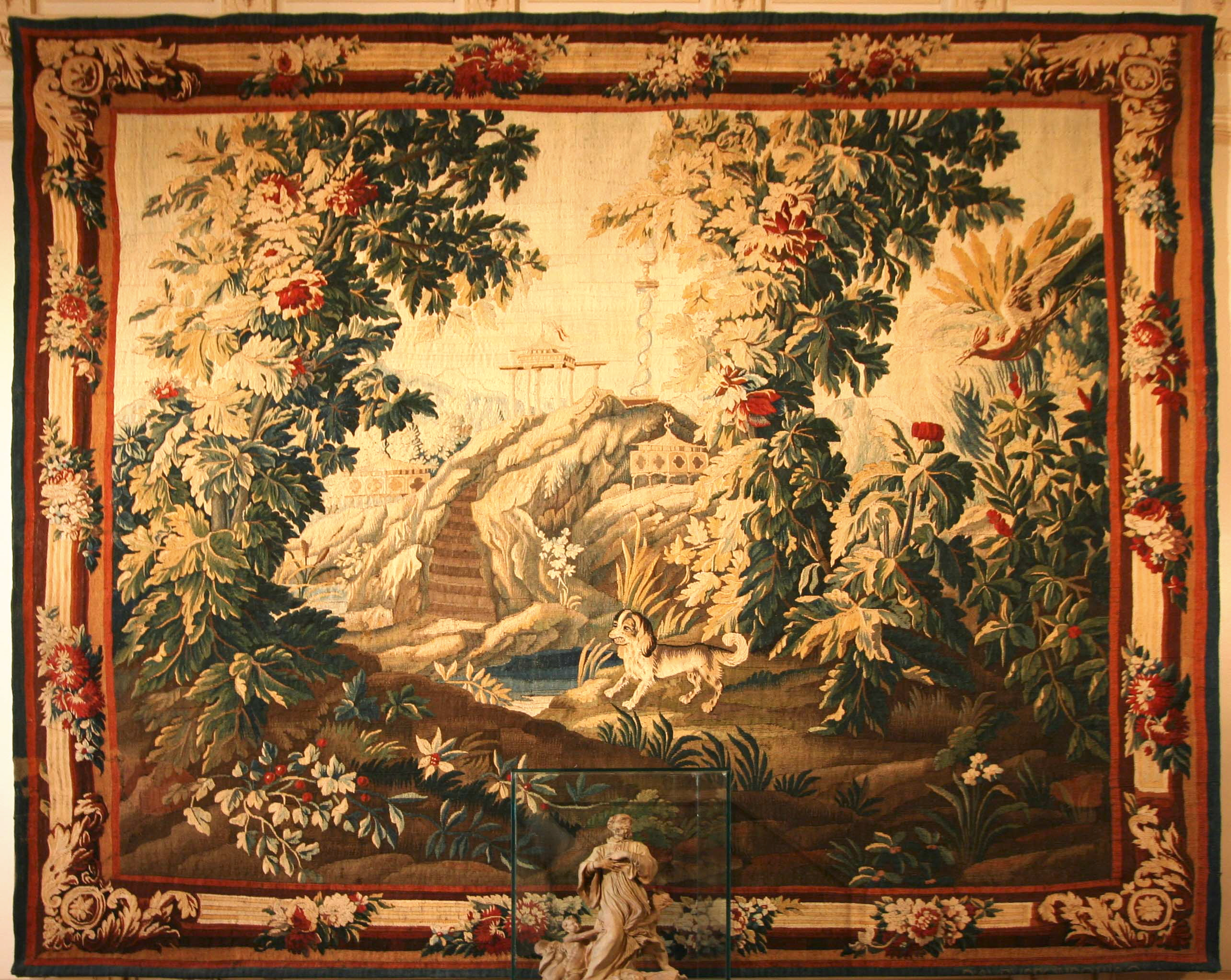
Aubussontapijt in Musée Grobet-Labadié, Marseille
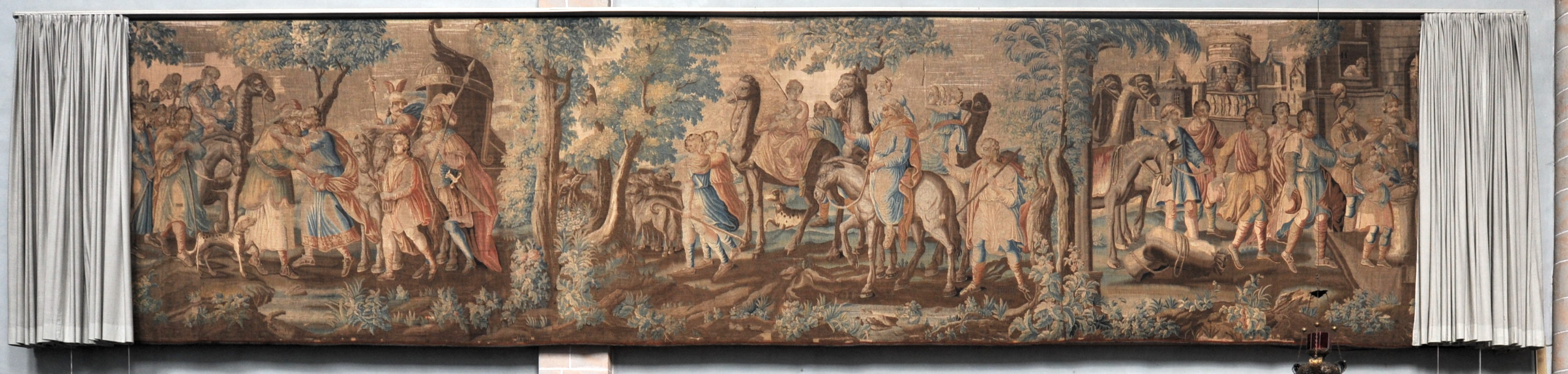
Josephteppich, St. Gereon Basiliek, Keulen
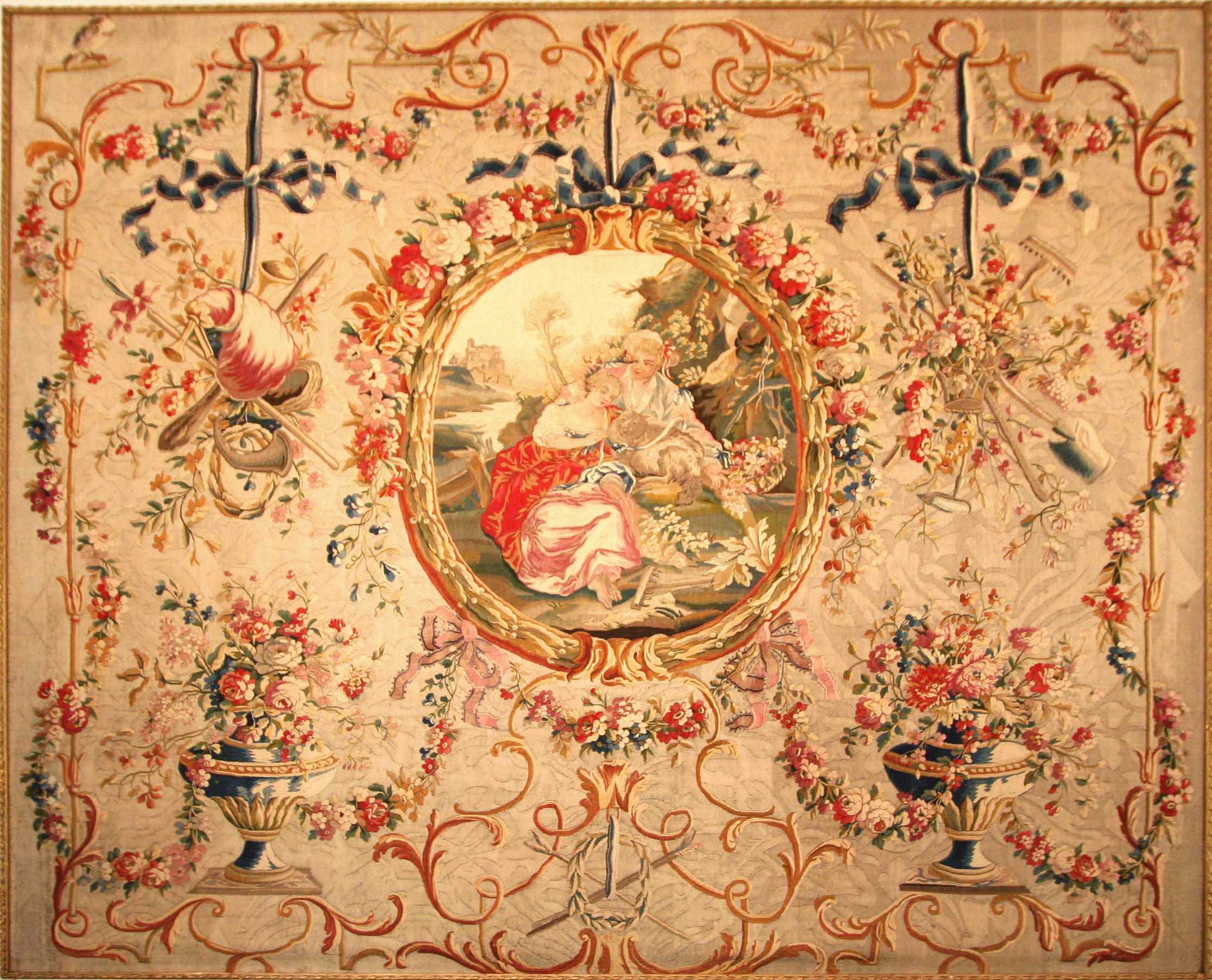
Jean-Baptiste Huet (1745-1811)
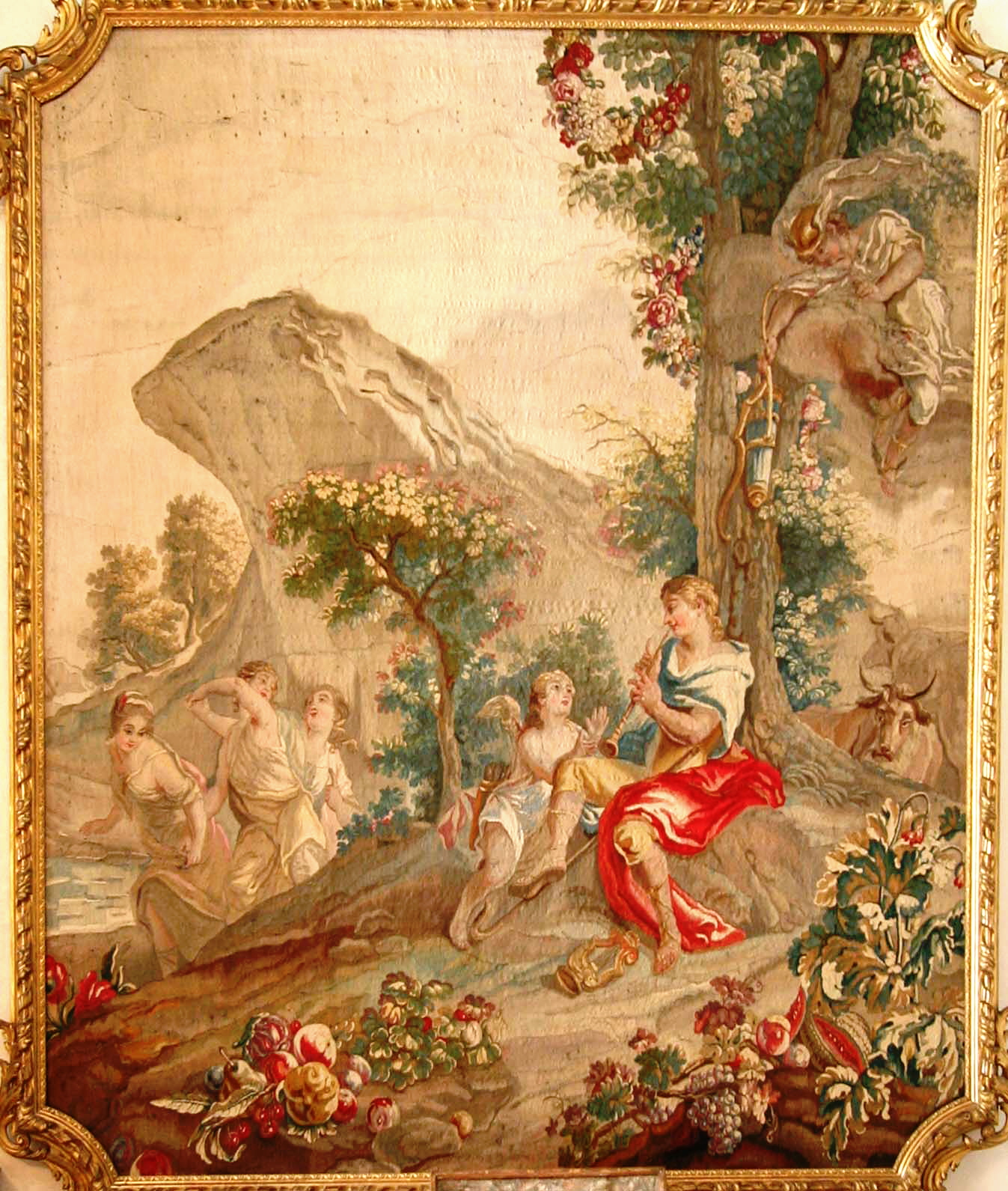
L'éducation d'Apollon in Musée Grobet-Labadié, Marseille